# 文瑞 (成化進士)
文瑞（1444年—？），字應祥，山西汾州介休縣人，軍籍，明朝政治人物。進士出身。

## 生平
早年出身國子生，舉山西鄉試第二十九名。成化十一年（1475年）乙未科會試第一百四十名，殿試登進士第三甲第十四名。

## 家族
曾祖父文順祖。祖父文勉。父亲文厚。